# Nokia C3-00
O Nokia C3-00 foi um aparelho celular criado pela Nokia. Foi anunciado dia 13 de abril de 2010 e o início da sua venda na Espanha e México começou no final de julho do mesmo ano. No Brasil, foi lançado em outubro de 2010. Possuía modelos em quatro cores: azul elétrico, branco e dourado, rosa, e em meados de 2011, foi liberada a cor violeta. Nos primeiros meses  o telefone foi vendido com uma capa de silicone nas cores azul ou rosa). Foi anunciado a liberação de outro modelo em cor marrom.
Seu sistema operacional era o Nokia Series 40 (Symbian S40), um sistema próprio da marca. Ele contava com uma tela de 2,4 polegadas, um teclado QWERTY completo, uma câmera de 2 megapíxels (1600x1200 pixels), além de conexão Wi-Fi, EDGE e Bluetooth e acesso a todas as redes sociais por meio do app nativo Nokia Messaging, e um atalho para o Orkut móvel.
Fez muito sucesso no Brasil devido ser o primeiro smartphone mais voltado ao público jovem, pela possibilidade de acesso à redes sociais. O comercial de lançamento do aparelho foi protagonizado pelo comediante Rafinha Bastos em 2011.  Ele deixou de ser vendido em 2015.

## Compatibilidade com Nokia Lumia
Desde que a Nokia anunciou os Lumias, soube-se que o Symbian seria abandonado. Por isso os aparelhos C3 e Asha 302 e os telefones S60, X3, Belle e Anna seriam recompatíveis com o Windows Phone 7 e 8 mediante do Nokia Suite e o Skydrive."

## "Os trigêmeos"
Este celular se destaca por ser parecido com o Nokia E5 e o Asha 302.

## Especificações técnicas
| Característica       | Detalhes |
| -------------------- | --- |
| Rede                 | - Quad Band (850/900/1800/1900) - GSM / GPRS / EDGE |
| Dimensões            | 115,5 mm x 58,1 mm x 13,6 mm |
| Peso                 | 114 gramas |
| Memória              | 128 MB de memória interna. Ampliável por cartões microSD de até 8 GB |
| Tela                 | - LCD de 2,36 polegadas (320×240 pixels) - 262.164 cores |
| Câmera               | - Sensor de 2 MP - Gravação de vídeo |
| Multimédia           | - Reprodução de música, vídeo e fotos (formatos compatíveis: JPEG / MP3 / AMR / WMA / WMV / AAC / MPEG4 / TXT / GIF / H.263 / 3gp / H.264) - Sintonizador Rádio FM - Suporte à Java 64 bits e Flash                                                           |
| Controles e conexões | - Sistema operativo S40 - Tecla de telefonar/desligar/aceitar - Tecla de rejeitar e desligar chamadas - Cabo MicroUSB - Saída de 3,5 mm para fones de ouvidos - Espaço para cartões microSD - Sem cabos: Wi-Fi 802.11 b/g e Bluetooth 2.1 com A2DP SIP e VoIP |
| Autonomia            | - Bateria de 1.320 mAh - Em conversação: 7 horas - Em espera: 720~800 horas |